# Педро Дуке
Педро Франсиско Дуке (на испански: Pedro Francisco Duque) е първият астронавт от Испания. Бивш астронавт на ЕКА. Женен, с 3 деца.

## Биография
Роден е на 14 март 1963 г. в Мадрид, Испания. Завършва през 1986 г. Висшето техническо училище за авиоинженери (Escuela Tecnica Superior de Ingenieros Aeronauticos, ETSIA) при Мадридския политехнически университет (Universidad Politecnica de Madrid) по специалността „Астронавигация“. От края на 1986 г. работи в Европейския център за управление на космически обекти (European Space Operations Centre, ESOC) в Дармщат, Германия, в група „Балистически разчети“. От 1986 до 1992 г. се занимава с разработка на модели, алгоритми и програмно обезпечение за определяне на орбитите на космическите апарати, а също така влиза в групата за управление на полетите на европейските изкуствени спътници ERS-1 и EURECA.
След напускането на отряда на астронавтите оглавява компанията Deimos Imaging SL, занимаваща се с разработка на спътници.

## Полети в космоса
През 1991 г. по резултатите на националния подбор на ESA-2 е избран измежду 5 кандидати от Испания за участие в подбора на астронавти в отряда на ЕКА. На 25 май 1992 г. е зачислен в отряда на ЕКА като астронавт-изследовател (laboratory specialist).
През юни – юли 1992 г. преминава предварителна подготовка в Центъра за европейски астронавти (European Astronauts Centre — EAC) в Кьолн. През ноември - декември 1992 г. минава 1-месечна подготовка в Центъра за подготовка на космонавти „Ю. Гагарин“. От януари до април 1993 г. е на общокосмическа подготовка в EAC. Получава квалификация „космонавт-изследовател“ за полети на борда на корабите „Союз ТМ“ и орбиталната станция „Мир“. От август 1996 г. е на подготовка в Хюстън (заедно с астронавтите от Група НАСА-16 НАСА) за получаване на квалификацията специалист на полета.
От 29 октомври до 7 ноември 1998 г. на совалката „Дискавъри“, мисия STS-95 извършва първата си мисия като специалист на полета. Продължителността на полета е 8 денонощия 21 часа 43 минути 57 секунди.
От 18 до 28 октомври 2003 г. е на кораба „Союз ТМА-3“ и Международната космическа станция, каца с кораба „Союз ТМА-2“. Стартира в качеството си на бординженер-2, заедно с Александър Калери (командир на кораба) и Майкъл Фоул (бординженер-1).
| Космически полети на Педро Дуке                                  | Космически полети на Педро Дуке | Космически полети на Педро Дуке | Космически полети на Педро Дуке | Космически полети на Педро Дуке    |
| №                                                                | Дата                            | КК                              | Функции                         | Продължителност                    |
| ---------------------------------------------------------------- | ------------------------------- | ------------------------------- | ------------------------------- | ---------------------------------- |
| 1                                                                | 29 октомври 1998                | „Дискавъри“ STS-95              | Специалист на мисията           | 8 денонощия 21 часа 43 мин 57 сек. |
| 2                                                                | 19 май 1996                     | „Союз ТМА-3“                    | Бординженер                     | 9 денонощия 21 часа 2 мин.         |
| Сумарно време в космоса – 18 денонощия 18 часа 46 мин. и 15 сек. |                                 |                                 |                                 |                                    |

Напуска отряда на астронавтите на ЕКА през лятото на 2007 г.